# Shellovo urejanje
Shellovo urejanje ali urejanje z vstavljanjem s padajočim prirastkom (angleško Shell sort) je algoritem za urejanje podatkov, ki ga je leta 1959 razvil Donald Shell. Algoritem je nadgradnja urejanja z navadnim vstavljanjem in je bil eden prvih odkritih algoritmov za urejanje, s časovno zahtevnostjo, manjšo od {\displaystyle O(n^{2})}.

## Delovanje
Algoritem za hitrejše urejanje izrablja to, da urejanje z navadnim vstavljanjem, skoraj urejena zaporedja uredi v času {\displaystyle O(n)}. Za delovanje potrebujemo delilno zaporedje(angleško gap sequence), ki pove v katerih stopnjah bomo urejali. Če izberemo delilno zaporedje (1, 3, 7), bomo najprej uredili podtabele z vsakim sedmim indeksom v tabeli (podtabela1: 0, 7, 14, ...|podtabela2: 1, 8, 15, ...|podtabela3: 2, 9, 16, ...|...), nato podtabele z vsakim tretjim indeksom (podtabela1: 0, 3, 6, ...|podtabela2: 1, 4, 7, ...|...), na koncu pa urejamo vse elemente. Ta stopnja je popolnoma enaka urejanju z navadnim vstavljanjem.

## Delilna zaporedja
Uporabimo lahko katerokoli naraščajoče zaporedje, ki se začne s številom 1, ampak je hitrost algoritma zelo odvisna od izbire delilnega zaporedja.
Najbolj optimalno zaporedje, ki je znano, je sestavil Marcin Ciura in se glasi (OEIS A102549):
1, 4, 10, 23, 57, 132, 301, 701,
Če imamo tabelo, ki je dolga več kot nekaj tisoč elementov začne učinkovitost algoritma padati, saj na začetku algoritma spet urejamo dolge neurejene tabele.
V tem primeru lahko zaporedje dopolnimo do ustrezne dolžine z rekurenčno enačbo:
gap[i+1] = round(gap[i]*2.2);

## Zahtevnost
Časovna zahtevnost algoritma je odvisna od delilnega zaporedja in za povprečni primer ni znana, je pa navzgor omejena z {\displaystyle O(n^{2})}. Prostorska zahtevnost je {\displaystyle O(1)}, saj urejamo na mestu.

## Psevdokoda
```
  
for
(
p
 
=
 
length
(
gap
)
-1
;
 
p
 
>=
 
0
;
 
p
--
)
 
{

    
for
(
i
 
=
 
0
;
 
i
 
<
 
length
(
tabela
)
-1
;
 
i
++
)
 
{

      
j
 
=
 
i
+
gap
[
p
];

      
while
((
j
 
>=
 
gap
[
p
])
&&
(
j
 
<
 
length
(
tabela
))
&&
(
tabela
[
j
]
 
<
 
tabela
[
j
-
gap
[
p
]]))
 
{

        
zamenjaj
(
tabela
[
j
],
 
tabela
[
j
-
gap
[
p
]]);

        
j
-=
gap
[
p
];

      
}

    
}

  
}

```